# Ахмед Довідар
Ахмед Двіедар (араб. أحمد دويدار, нар. 29 жовтня 1987, Гіза, Єгипет) — єгипетський футболіст, захисник клубу «Замалек».

## Клубна кар'єра
У дорослому футболі дебютував 2008 року виступами за команду клубу «Аль-Іттіхад» (Александрія), в якій провів дев'ять сезонів, взявши участь у 119 матчах чемпіонату. Більшість часу, проведеного у складі александрійського «Аль-Іттіхада», був основним гравцем захисту команди.
2013 року на правах оренди виступав за кувейтський клуб «Казма».
До складу клубу «Замалек» приєднався 2014 року.

## Виступи за збірну
2010 року дебютував в офіційних матчах у складі національної збірної Єгипту. Наразі провів у формі головної команди країни 9 матчів.
У складі збірної був учасником Кубка африканських націй 2017 року у Габоні.

## Титули і досягнення
- Срібний призер Кубка африканських націй: 2017